# Soko J-22 Orao
Die Soko J-22 Orao (serb. соко/soko dt. „Falke“ – орао/orao dt. „Adler“) bzw. IAR-93 ist ein von Rumänien und Jugoslawien gemeinsam entwickeltes zweistrahliges Kampfflugzeug der Unternehmen Soko und IAR.

## Geschichte
Sowohl Jugoslawien als auch Rumänien bemühten sich zum Ende der 1960er-Jahre aus Gründen der Neutralität, der Unabhängigkeit von westlicher und östlicher Technik und aus wirtschaftlichen bzw. militärischen Gründen um den weiteren Ausbau der eigenen Luftfahrtindustrie. So kam es 1969 zu Kontakten zwischen dem Luftfahrtforschungs- und Entwicklungsinstitut in Bukarest und dem Jugoslawischen Luftfahrttechnischen Institut. Nachdem ein Rahmen über die Art sowie die Anforderungen an das Flugzeug festgelegt worden war, folgte am 20. Mai 1971 die Unterschrift unter einen Vertrag zur Bildung des Forschungs- und Entwicklungskonsortiums Ju-Rom, an dem beide Länder zu je 50 Prozent beteiligt waren. Als Leiter fungierten Dr. Teodor Zanfirescu aus Rumänien und Oberst Vidoje Knežević aus Jugoslawien. Das Flugzeug sollte ein leichter, zuverlässiger und einfach zu wartender zweistrahliger Unterschall-Jagdbomber von einfacher Konstruktion sein. Zusätzlich waren Aufklärungs- und Trainerversionen geplant. Das Flugzeug sollte mit inländischer Avionik ausgerüstet sein und auch von unbefestigten Pisten aus operieren können.
Die Detailkonstruktion begann im Jahr 1972, wobei jedes Land für bestimmte Teile verantwortlich war. So entwickelte Jugoslawien die Tragflächen, den hinteren Teil des Rumpfes und das Leitwerk, Rumänien den vorderen Rumpf, die Steuerflächen und die Abwurftanks. Als Triebwerke kamen je zwei Rolls-Royce-Viper zum Einsatz, welche in beiden Ländern in Lizenz gefertigt wurden. Die Bewaffnung, die Schleudersitze und einige andere Teile (beispielsweise Hydraulik) wurde aus verschiedenen Ländern zugeliefert.
Da beide Länder aufgrund der Unternehmenskonstruktion jeweils eigene Prototypen bauten, absolvierten die ersten beiden nahezu zeitgleich am 31. Oktober 1974 von den Flugplätzen Bacău (mit Oberst Gheorghe Stanica am Steuer) und Batajnica (mit Major Vladislav Slavujević am Steuer) ihren zwanzigminütigen Erstflug. Dem folgte am 29. Januar 1977 die doppelsitzige Trainervariante. Ab 1978 wurden die ersten verbesserten Vorserienmaschinen (größere Tanks, Vorflügel, HUD) produziert. Die offizielle Truppeneinführung der Trainer- bzw. Aufklärerversionen fand ab 1981 statt, wobei diese Maschinen noch nicht dem späteren Serienstand entsprachen und auch noch nicht mit der Nachbrennerversion des Viper-Triebwerkes ausgerüstet waren. Diese wurde erst in die spätere Jagdbomberversion (dann oft auch als Orao 2 bezeichnet) eingebaut, wobei zuerst eine jugoslawische Maschine mit diesem Antrieb ausgestattet wurde. Diese hatte ihren Erstflug am 20. Oktober 1983 und erreichte am 22. November 1984 mit Mach 1,032 erstmals Überschallgeschwindigkeit.

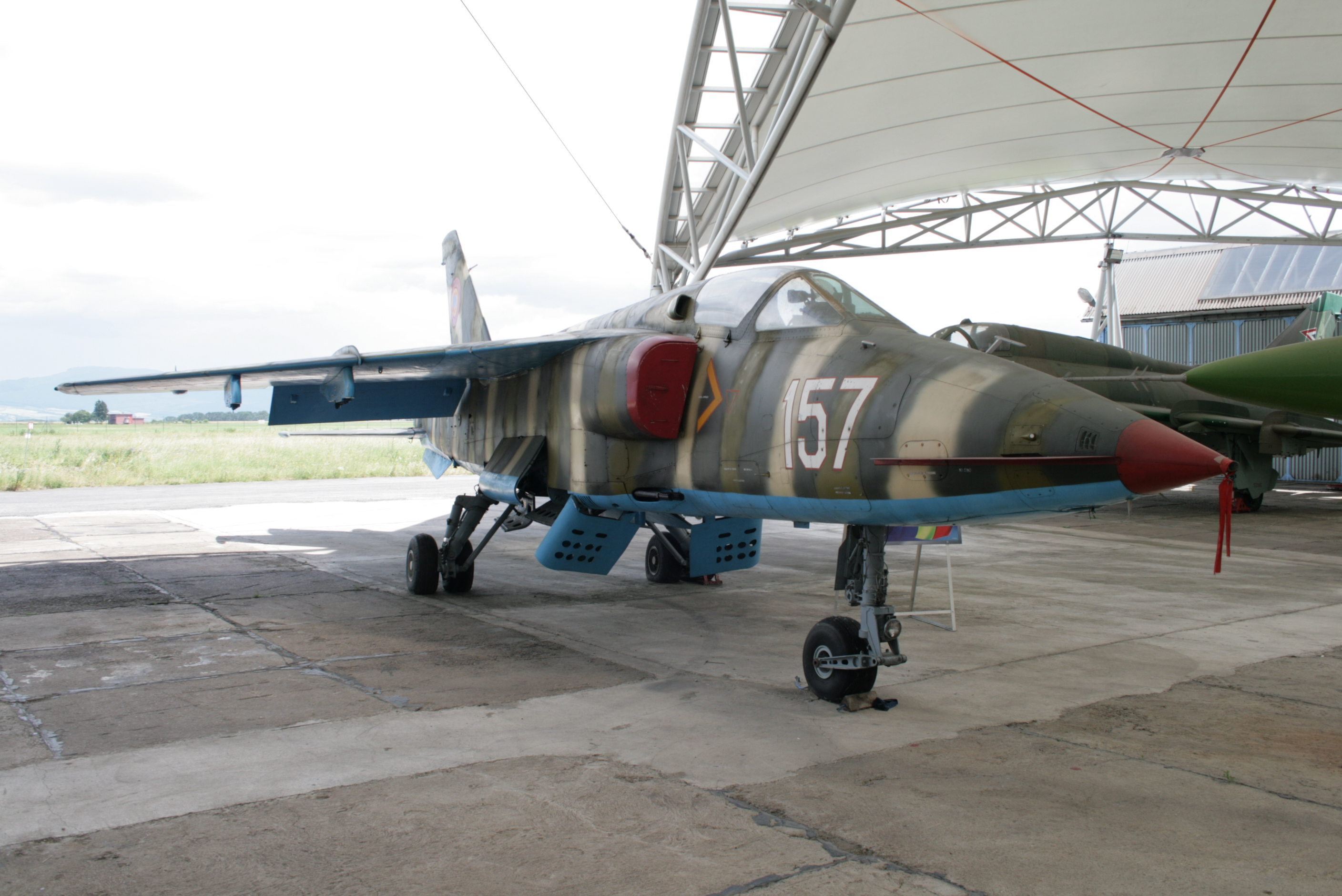
Rumänische IAR-93

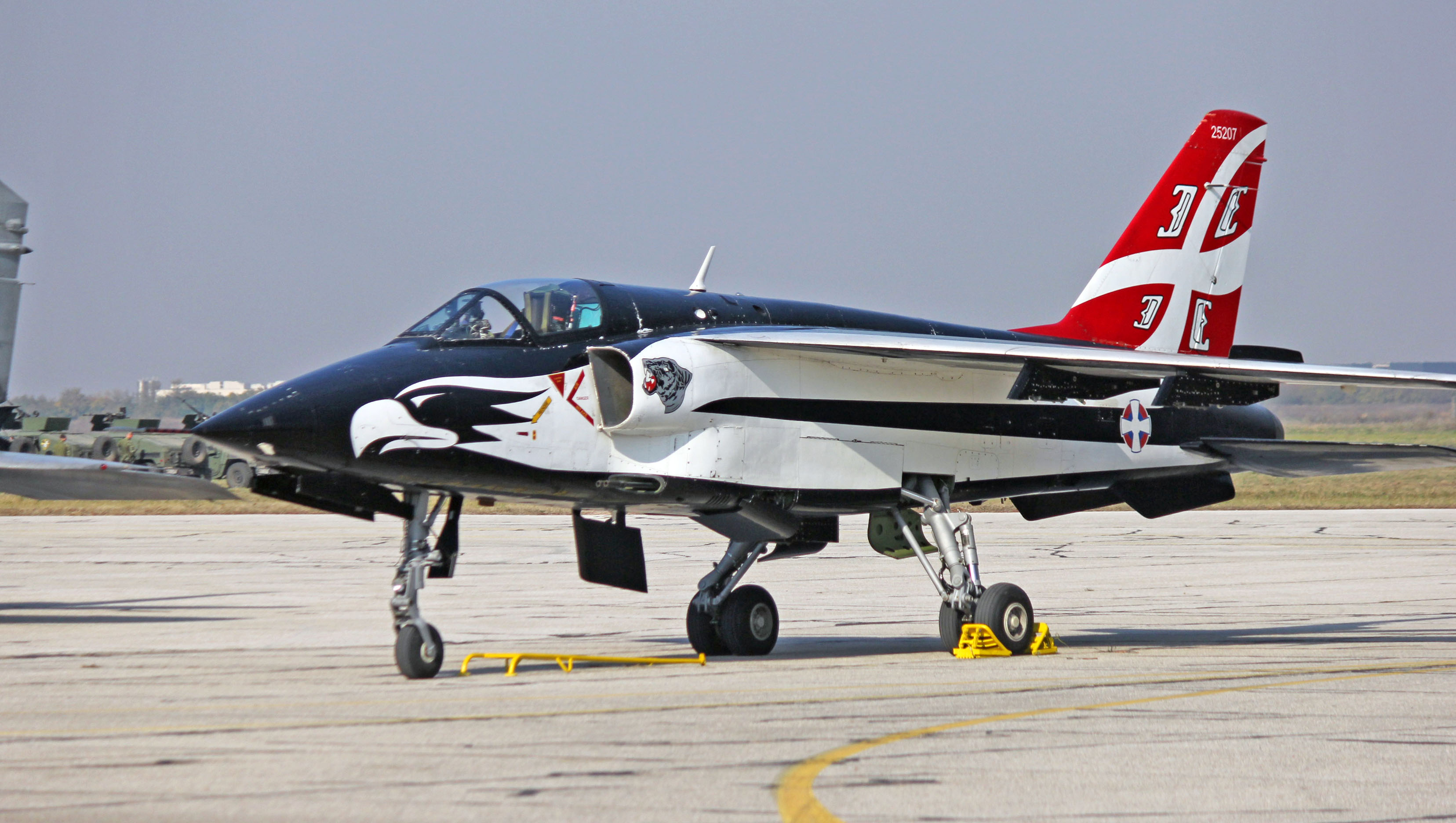
Serbische J-22 in Sonderlackierung

Der Erstflug der rumänischen Variante (IAR-93B) mit diesem Triebwerk folgte am 12. Juli 1984. Die letzte jugoslawische Maschine wurde im Februar 1992 ausgeliefert.
Insgesamt wurden mehr als 200 IAR-93 und 210 J-22 Orao in den verschiedenen Varianten gebaut. Nach sich häufenden technischen Problemen und Abstürzen nahm Rumänien die Maschine 1998 aus dem Dienst.
Nach dem Auseinanderbrechen Jugoslawiens kam die Maschine bei verschiedenen militärischen Aktionen und im Bosnienkrieg zum Einsatz, wobei eine große Anzahl durch die NATO am Boden zerstört wurden. Heute sollen noch 33 Maschinen im Dienst der Luftstreitkräfte Serbiens stehen.

## Technik
Das Flugzeug war als leichter zweistrahliger Jagdbomber in Ganzmetallbauweise als Schulterdecker konzipiert. Die gepfeilten Tragflächen erhielten bei den Serienmaschinen vorgezogene Flächenwurzeln. Das konventionelle Leitwerk bestand aus zwei voll beweglichen Höhenleitwerken, einem Seitenleitwerk und zwei Stabilisierungsflossen unter dem Heck (nicht bei späteren rumänischen Maschinen). Zusätzlich war die Maschine mit zwei Luftbremsen unter dem Rumpf ausgestattet. Als Triebwerk kamen verschiedene Versionen des Rolls-Royce-Viper zum Einsatz, deren Lufteinlässe sich seitlich am Rumpf befanden. In diesem war auch das einziehbare robuste Fahrwerk untergebracht, welches aus zwei doppelt bereiften Hauptfahrwerken und einem einfach bereiften Bugfahrwerk bestand. Zur Verringerung der Landestrecke wurde ein Bremsschirm unter dem Seitenleitwerk eingebaut. Die Avionik war einfach gehalten und beinhaltete außer VHF/UHF-Funkgeräten einen von Honeywell stammenden Kreiselkompass, einen Autopiloten von Marconi, einen Radarhöhenmesser, einen Entfernungsmesser im Bug und ein PFD-21-Visier (aus der MiG-21) im Cockpit. Die späteren Serienmaschinen verfügten zudem noch über ein Freund-Feind-Erkennungssystem. Zum Selbstschutz wurden Radarwarnempfänger und bis zu drei Täuschkörperwerfer (unter dem hinteren Rumpf) eingebaut. Als Schleudersitz kam ein Martin-Baker Mk.10 (bei den Prototypen noch Mk.6) zum Einsatz. Die Bewaffnung bestand aus zwei doppelläufigen 23-mm-Kanonen sowie verschiedenen Raketen und Bomben mit einer Gesamtmasse von 2800 kg an fünf Aufhängungspunkten, je zwei zu je 500 kg an jeder Tragfläche sowie einem mit 800 kg Tragfähigkeit unter dem Rumpf.

## Versionen
- J-22 Orao 1/IAR-93A Vultur: jeweilige Basis-/Prototypversion mit nachbrennerlosem Mk632-41-Triebwerk
- NJ-22: zweisitzige Trainerversion (Mk632-41)
- IJ-22: Aufklärerversion (Mk632-41)
- IAR-93MB Vultur: spätere Serienversion, aber noch mit altem Triebwerk
- J-22 Arao 2/IAR-93B: spätere Serienversion mit Mk633-47-Nachbrennertriebwerk
- J-22 Arao 2D: Trainerversion der Arao 2

## Nutzer
- Jugoslawien: RV i PVO
- Bosnien und Herzegowina/ Republika Srpska: Vojska Republike Srpske/Bosnisch-Herzegowinische Streitkräfte
- Rumänien: Forţele Aeriene Române

88 × IAR Vultur (1998 außer Dienst gestellt)
- Serbien: Luftstreitkräfte Serbiens

32 × J-22 Orao

## Technische Daten

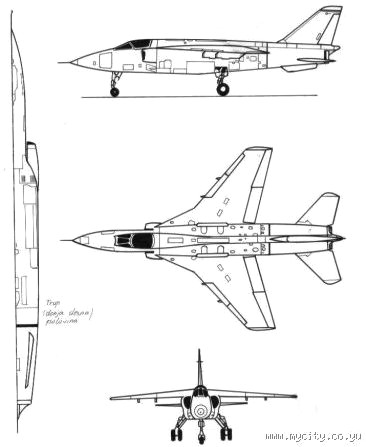
Nr. 25168

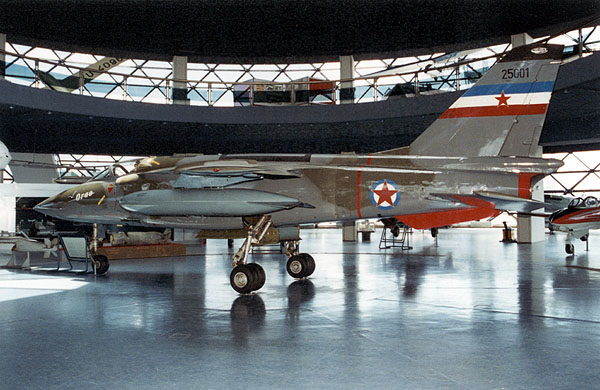
Jugoslawische J-22 im Luftfahrtmuseum Belgrad

| Kenngröße                | Daten |
| ------------------------ | --- |
| Besatzung                | 1/2 |
| Länge                    | 14,88 m (15,38 m beim Zweisitzer)                                                                                                |
| Spannweite               | 9,63 m |
| Höhe                     | 4,52 m |
| Flügelfläche             | 26,00 m² |
| Flügelstreckung          | 3,6 |
| Leermasse                | 5.670 kg |
| max. Startmasse          | ~11.000 kg |
| Höchstgeschwindigkeit    | 1.160 km/h |
| Marschgeschwindigkeit    | 900 km/h |
| Dienstgipfelhöhe         | 12.000 m |
| Reichweite/Aktionsradius | 1.335 km/530 km |
| Steiggeschwindigkeit     | 77 m/s |
| Lastvielfaches           | −4,2 bis +8g |
| Antrieb                  | zwei Rolls-Royce Viper Mk.633-47 mit Nachbrenner und je 22,24 kN Schub oder zwei Mk632-41 ohne Nachbrenner mit je 17,79 kN Schub |

## Bewaffnung
festinstallierte Bewaffnung im Bug
- 2 × 23-mm-Maschinenkanone Grjasew-Schipunow GScha-23L (9A-4071K) mit 200 Schuss Munition im Rumpf unter dem Lufteinlauf

Kampfmittel für maximal 2.800 kg an fünf Außenlastträgern

### Waffen an der IAR-93
Luft-Luft-Lenkflugkörper
- 2 × BD-60-21U-Startschienen für je 1 × Romania A-91 (in Lizenz hergestellte Wympel R-3S / AA-2 „Atoll“) – infrarotgelenkt, selbstzielsuchend für Kurzstrecken

Luft-Boden-Lenkflugkörper
- 4 × APU-68UM-Startschienen für je 1 × A921 (in Rumänien in Lizenz hergestellte Swesda Ch-23M „Grom“ / AS-7 „Kerry“) – funkferngesteuert

Ungelenkte Bomben
- 2 × RBK-500 (500-kg-Streubombe)
- 4 × BM 500 (500-kg-Freifallbombe)
- 4 × AM-500-Seemine
- 5 × Hunting BL755 (264-kg-Panzerbekämpfungs-Streubombe)
- 5 × RBK-250-275 (275-kg-Streubombe)
- 5 × BM 250 (250-kg-Freifallbombe)
- 5 × BE 100 (100-kg-Freifallbombe)

### Waffen an der J-22
Luft-Luft-Lenkflugkörper
- 2 × APU-60-1-Doppelstartschienen für je 1 × Wympel R-60MK (K-60 bzw. AA-8 „Aphid“) – infrarotgesteuert, selbstzielsuchend für Kurzstrecken

Luft-Boden-Lenkflugkörper
- 4 × APU-68UM-Startschiene für je 1 × „Grom-B“ (in Jugoslawien in Lizenz hergestellte Swesda Ch-23M „Grom“ / AS-7 „Kerry“) – funkferngesteuert
- 4 × LAU-117A-Startschienenträger für 1 × Raytheon AGM-65A/B „Maverick“ – fernsehgelenkt

Ungelenkte Luft-Boden-Raketen
- 4 × LPR 122-Raketen-Rohrstartbehälter für je 4 × ungelenkte S-13-Luft-Boden-Raketen; Kaliber 122 mm
- 4 × LPR 57-Raketen-Rohrstartbehälter für je 16 × ungelenkte S-5-Luft-Boden-Raketen; Kaliber 57 mm
- 4 × PRN 80-Raketen-Rohrstartbehälter für je 20 × ungelenkte S-8-Luft-Boden-Raketen; Kaliber 80 mm

Ungelenkte Bomben
- 5 × Hunting BL755 (264-kg-Panzerbekämpfungs-Streubombe)

Externe Behälter
- 3 × abwerfbarer Zusatztank für 500 Liter Kerosin